# Série 16 SNCB
Ne doit pas être confondu avec Type 16 (SNCB).
La série 16 est une série de huit locomotives électriques polytension commandée en 1966 par la SNCB, afin de tracter les convois sur la ligne vers Cologne nouvellement électrifiée, trois ans après celle vers Paris.

## Histoire
En 1966, la ligne vers Cologne fut entièrement électrifiée, et, étant donné la différence de tension d'alimentation des réseaux belge et allemand, des locomotives polycourant étaient nécessaires. La SNCB décida de commander des motrices capables de circuler sous quatre tensions différentes. La série 16 est dérivée de la série 15, construite trois ans auparavant pour les relations avec la France et les Pays-Bas. La différence principale est évidemment l'adjonction d'une quatrième tension d'alimentation, rendant la série 16 apte à circuler sous 3000 V DC (Belgique), 1500 V DC (France et Pays-Bas), 25 kV 50 Hz AC (France) et 15 kV 16⅔ Hz AC (Allemagne).

Dès leur livraison, les motrices de série 16 furent assignées à la ligne Ostende-Bruxelles-Cologne, et elles restèrent en service jusqu'à la suppression de cette relation le 15 décembre 2002. Elles ont également été utilisées sur les lignes Bruxelles-Paris et Bruxelles-Luxembourg.

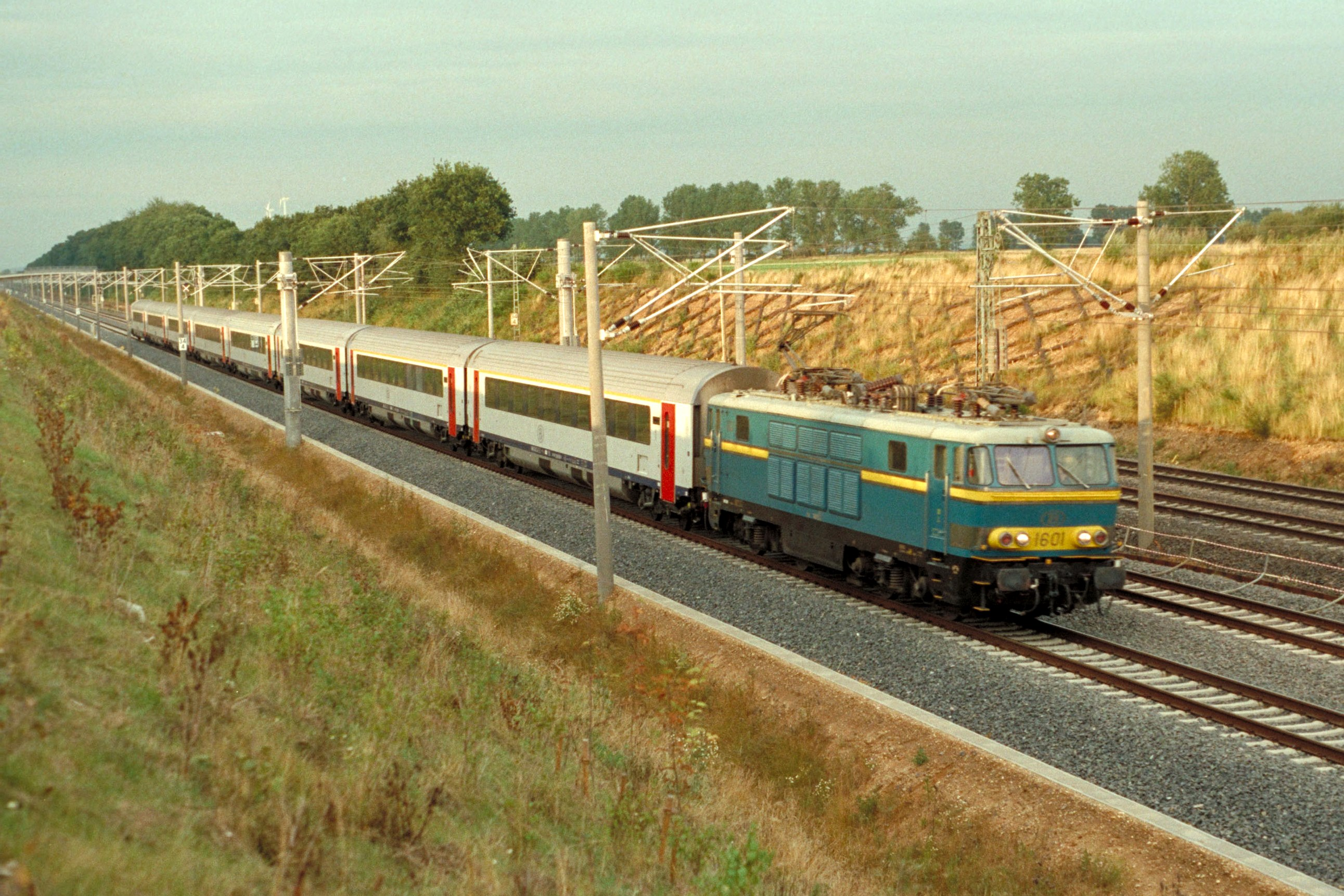
La 1601 remorquant une rame de voitures I11 entre Ostende et Cologne.

En 1974, elles furent brièvement utilisés jusqu'à Spiez (Suisse) sur le train de nuit Freccia del Sol.
Après la suppression de la ligne vers Cologne, les locomotives Série 16 se retrouvèrent sans emploi. Après une période d'inactivité, elles furent mises à la tête de trains P (trains circulant uniquement aux heures de pointe pour renforcer le service) entre Ostende et Bruxelles et entre Welkenraedt et Bruxelles.
Fin 2007 il en restait six en service (la 1607 avait été radiée après un accident à Ostende le 24 février 1994 et la 1603 avait été retirée du service le 22 mars 2005). Le 15 avril 2009, les 1601, 1604 et 1606 sont garées, suivies des autres matricules qui ont encore assuré des trains de pointe jusqu'au 24 avril de la même année. La 1605 fut encore utilisée sporadiquement. En mars 2010, elles furent définitivement mises hors service.
Deux exemplaires sont conservés : la 1602 par le patrimoine de la SNCB et la 1608 par l'association PFT.
Il fut un temps question de revendre un exemplaire au parc ferroviaire d'Augsbourg (de) ainsi que les autres exemplaires en République tchèque, mais le 14 février 2012, elles ont toutes été transférées chez un ferrailleur.

## Modélisme
La série 16 a été reproduite à l'échelle HO par les firmes allemande Märklin et italienne Vitrains.

## Galerie d'images

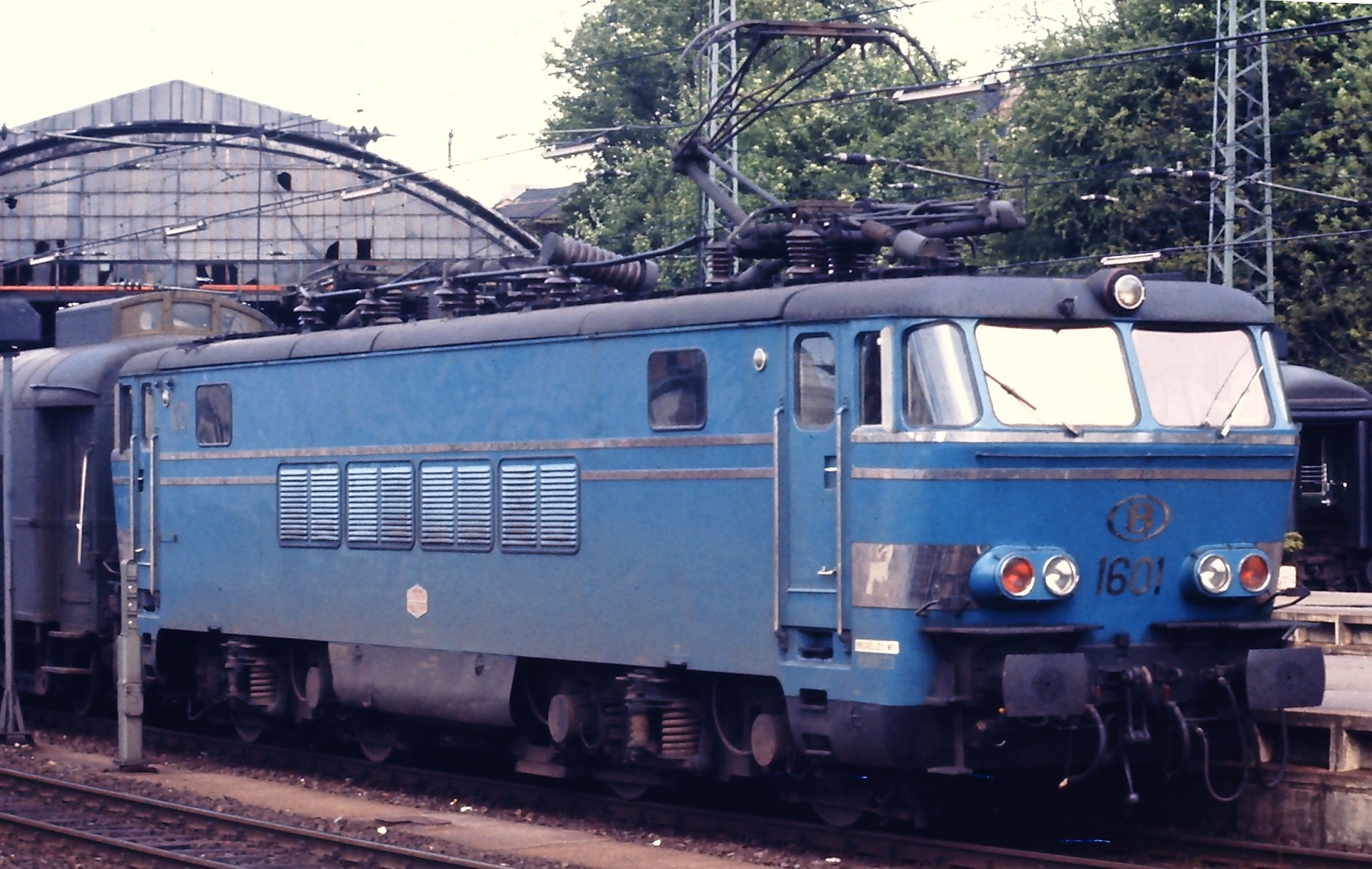
La 1601, en livrée d'origine, à Aix-la-Chapelle.
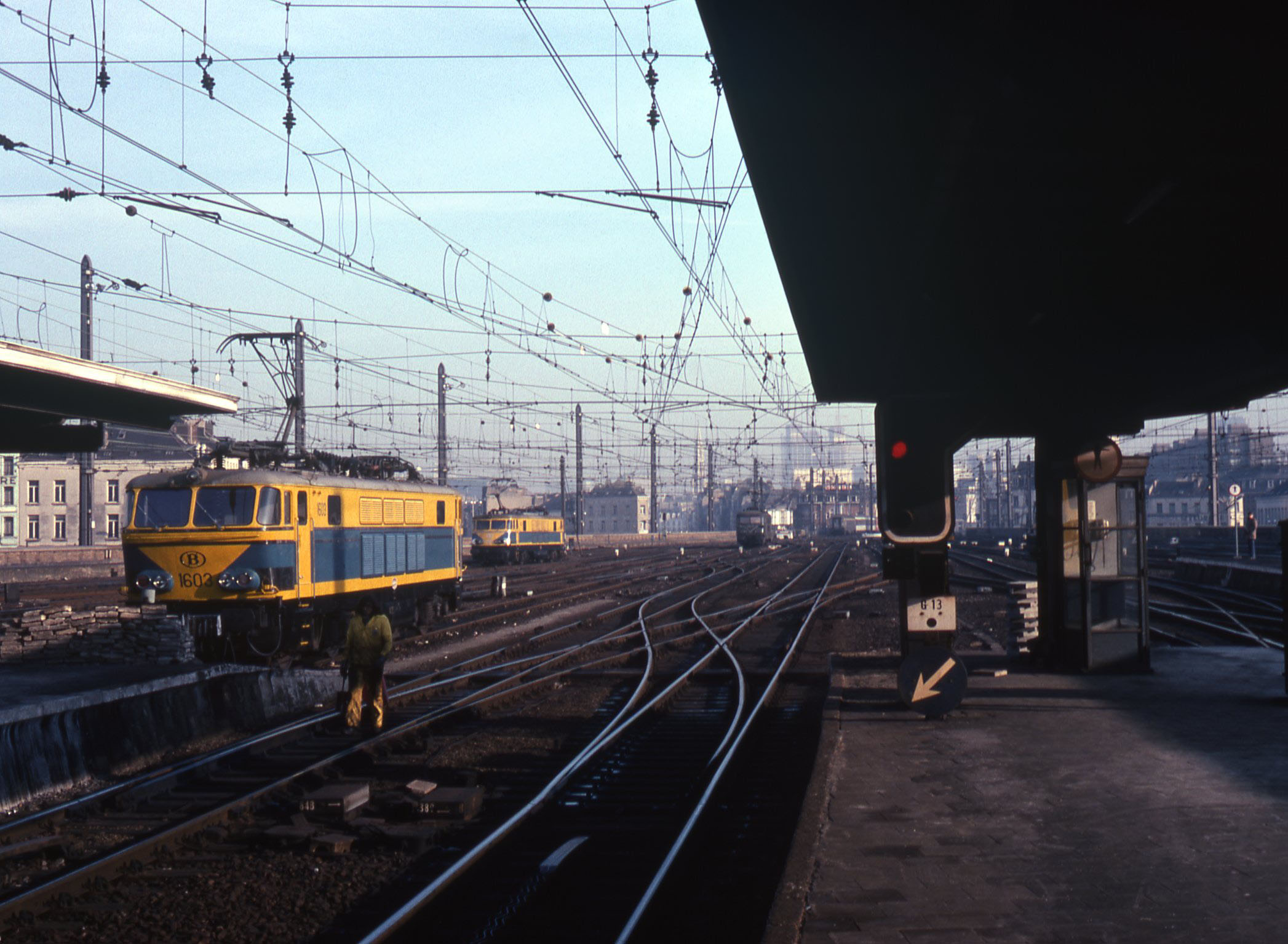
La 1603 et une locomotive série 15 en livrée jaune.
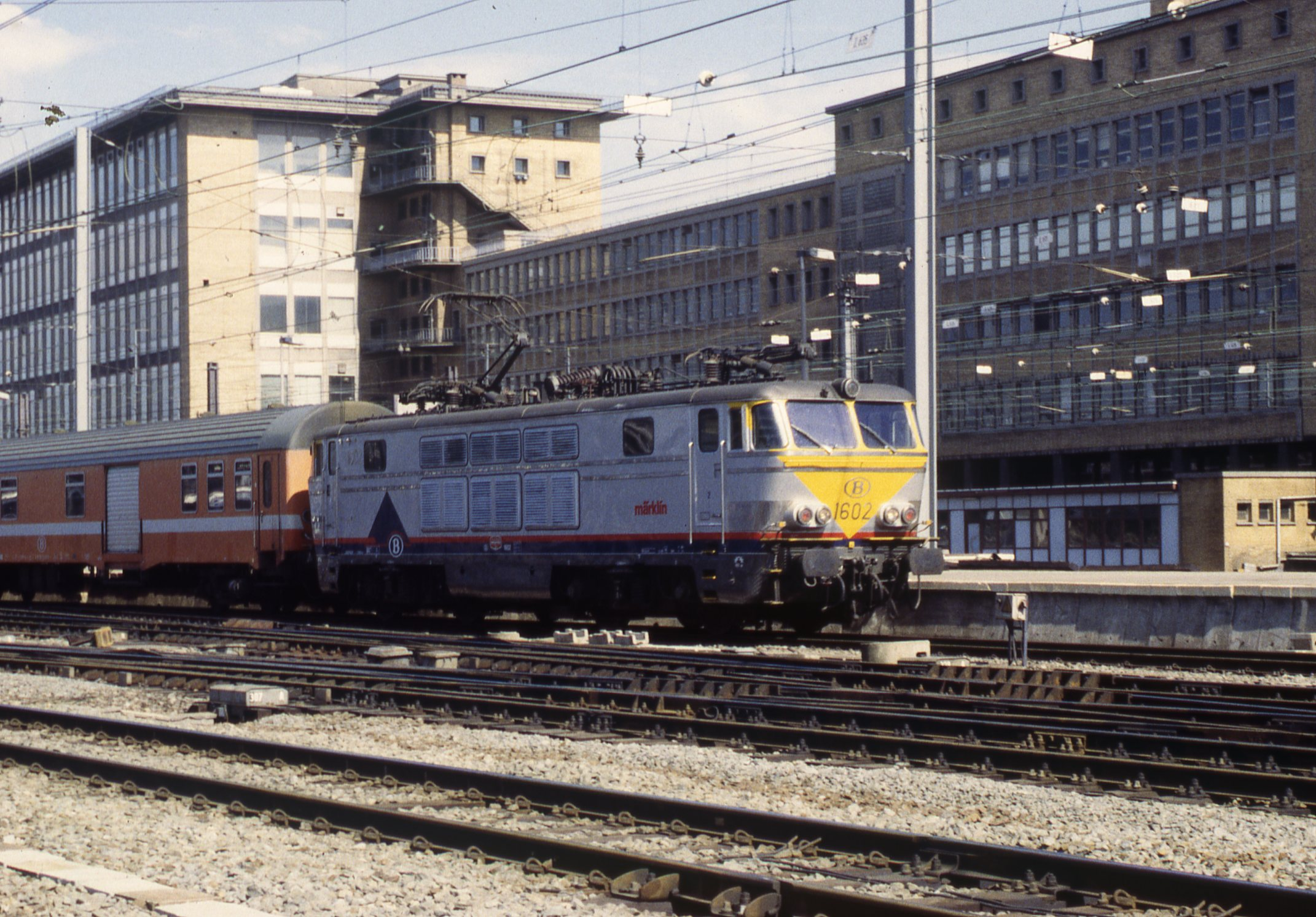
La 1602 en livrée publicitaire "Märklin".
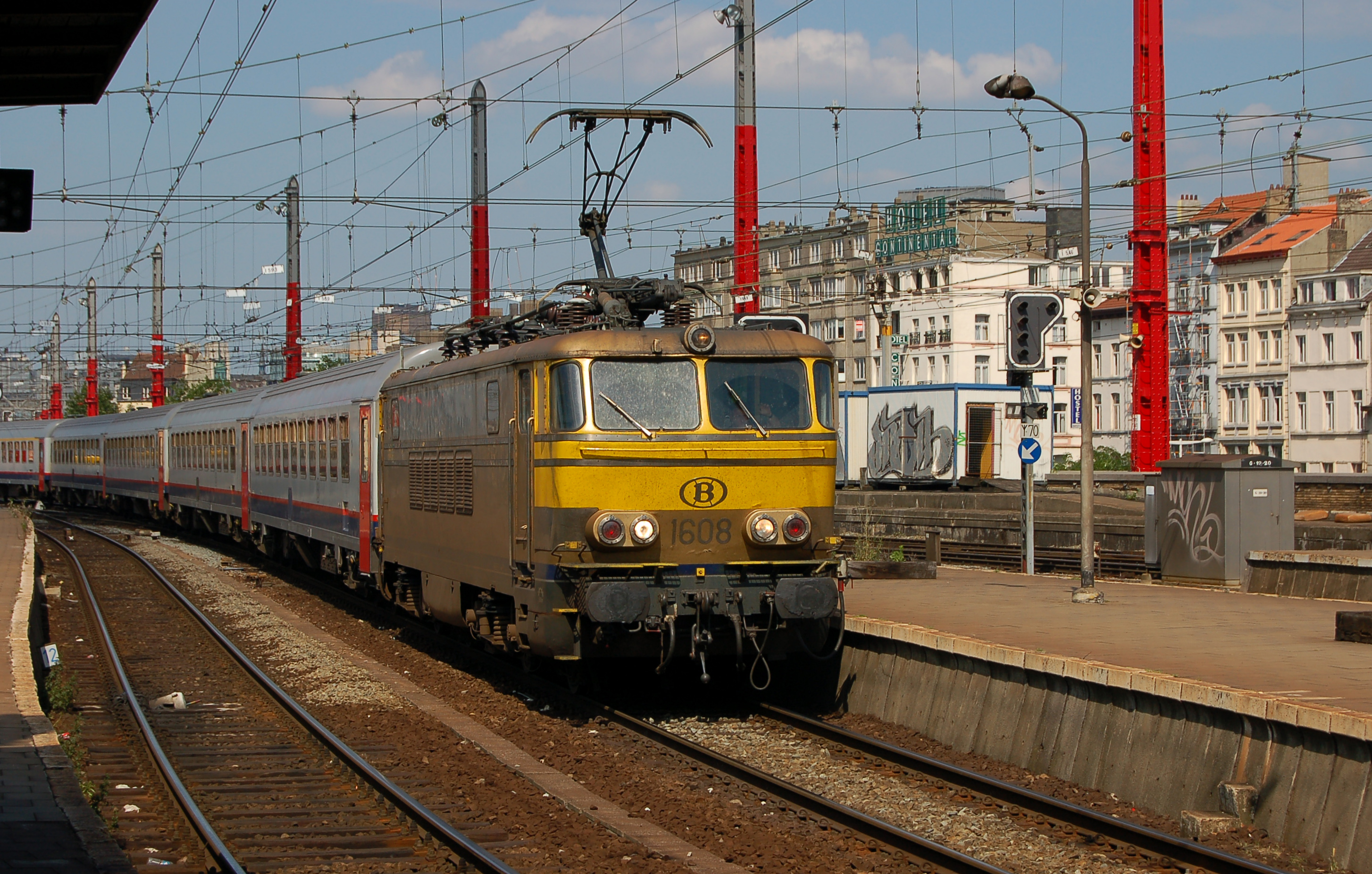
La 1608 en livrée publicitaire dorée.